# 虹がうまれた日
「虹がうまれた日」（にじがうまれたひ）は、森公美子の2枚目のシングル。2000年9月13日にピカチュウレコードから発売された。

## 概要
- 2000年7月8日より公開されたアニメ映画『劇場版ポケットモンスター 結晶塔の帝王 ENTEI』のエンディングテーマ[1]。
- 2000年7月8日に発売されたサウンドトラック『劇場版ポケットモンスター 結晶塔の帝王 ENTEI・ピチューとピカチュウ ミュージックコレクション』からのシングルカットである[2]。
- カップリングの「Just Like A Rainbow」は、「虹がうまれた日」の英語バージョンである。

## 収録曲
（全作詞：戸田昭吾、作曲：たなかひろかず、編曲：鳥山雄司）
1. 虹がうまれた日 [5:04]
  - アニメ映画『劇場版ポケットモンスター 結晶塔の帝王 ENTEI』エンディングテーマ[3]
2. Just Like A Rainbow [5:04]
英語詞：DENNIS MARTIN、コーラスアレンジ：見良津健雄
3. 虹がうまれた日（オリジナルカラオケ） [5:00]

## 収録アルバム
| 曲名           | 収録アルバム                                                                                   | 発売日         | 規格品番  |
| -------------- | ---------------------------------------------------------------------------------------------- | -------------- | --------- |
| 虹がうまれた日 | 『劇場版ポケットモンスター 結晶塔の帝王 ENTEI・ピチューとピカチュウ ミュージックコレクション』 | 2000年7月8日   | ZMCP-1102 |
| 虹がうまれた日 | 『ポケモンソング♪ ベストコレクション2』                                                        | 2001年3月28日  | ZMCP-1211 |
| 虹がうまれた日 | 『ポケットモンスター 映画アニメ主題歌ソング集 パーフェクトベスト』                             | 2003年11月28日 | ZMCP-1657 |
| 虹がうまれた日 | 『PIKACHU THE MOVIE SONG BEST 1998 - 2008』                                                    | 2009年3月4日   | ZMCP-4371 |

## スタッフクレジット
| スーパーバイザー             | 石原恒和（クリーチャーズ）                       |
| サウンドプロデューサー       | たなかひろかず                                   |
| エグゼクティブプロデューサー | 坂本健（メディアファクトリー）                   |
| プロデューサー               | 篠原一雄（メディアファクトリー）                 |
| A&R                          | 内山雅子（ピカチュウレコード）                   |
| クリエイティブディレクション | 森永真司（メディアファクトリー）                 |
| アートディレクション         | 北嶋秀彦（ビラコチャ）                           |
| デザイン                     | 小島咲（ビラコチャ）                             |
| アニメーション作画           | OLM                                              |
| レコーディングエンジニア     | 中越道夫、青野光政                               |
| マスタリングエンジニア       | 前田康二（バーニー・グランドマン・マスタリング） |